# Bröstbenskam
Bröstbenskam (carina) är en utväxt på bröstbenet som återfinns hos de flesta flygande fåglar. Kammen sitter med fäste i bröstbenets mitt och utgör fäste för fågelns vingmuskler. Bröstbenskammen har gett namn åt bröstkamfåglar (Carinatae), som inkluderar alla fåglar utom strutsfåglar, men bland vilka bröstbenskammen reducerats hos några icke flygande arter. Bröstbenskam förekommer även hos vissa däggdjur som mullvadar och fladdermöss.